# 拉古纳特恰克
拉古纳特恰克（Raghunathchak），是印度西孟加拉邦Barddhaman县的一个城镇。总人口5477（2001年）。

## 人口
该地2001年总人口5477人，其中男性2953人，女性2524人；0—6岁人口691人，其中男364人，女327人；识字率60.98%，其中男性为68.85%，女性为51.78%。